# Renault Agriculture
 (avril 2025).
Si vous disposez d'ouvrages ou d'articles de référence ou si vous connaissez des sites web de qualité traitant du thème abordé ici, merci de compléter l'article en donnant les références utiles à sa vérifiabilité et en les liant à la section « Notes et références ».
En pratique : Quelles sources sont attendues ? Comment ajouter mes sources ?
Pour les articles homonymes, voir Renault (homonymie).
Renault Agriculture était la filiale de Renault spécialisée dans les équipements agricoles. En 2008, elle intègre le groupe Claas.
Le dernier tracteur Renault, un tracteur Ergos (pour la DDE), est sorti des usines en 2009.

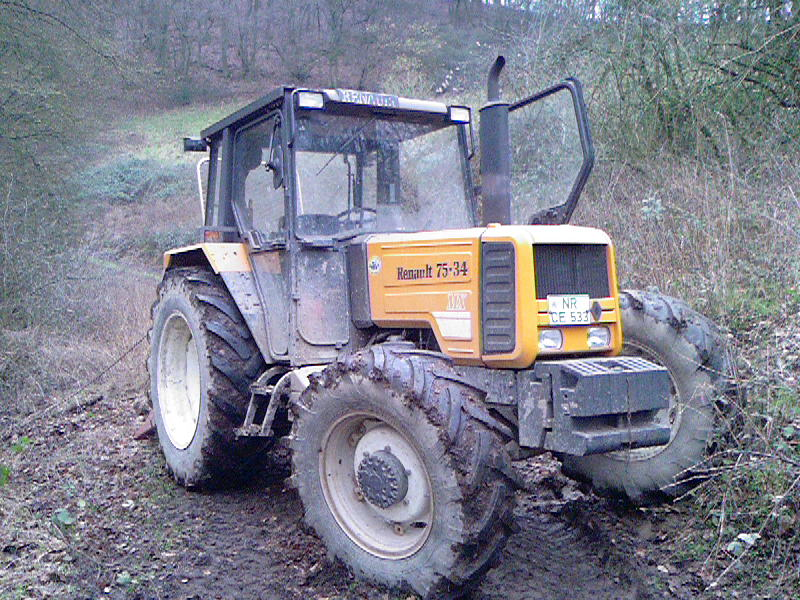
Tracteur Renault 75-34.

## Historique
En 1898, Louis Renault construit sa première voiture et gravit la rue Lepic à Montmartre. En 1913, le cap des dix mille voitures produites est franchi.
En 1918, Louis Renault possède une propriété à Herqueville où il exploite plusieurs milliers d'hectares de terres. Pour son propre domaine[source insuffisante], il crée son premier char agricole, le type « GP (de) » à partir de l'expérience acquise lors de la Première Guerre mondiale avec le char FT. Les premiers tracteurs sont donc à chenilles. Les roues métalliques ou à bandage sont introduites en 1921 et les pneumatiques en 1933.
La gamme Renault s'étend ensuite afin de pouvoir proposer une solution dans les différents domaines de l'agriculture.
Durant la Seconde Guerre mondiale, les usines sont bombardées à plusieurs reprises, ce qui interrompt la fabrication des tracteurs qui a débuté au Mans en 1941[source insuffisante]. Louis Renault meurt en 1944 dans d'obscures conditions.
L'usine du Mans devient à partir de la Libération le centre de fabrication des tracteurs agricoles de Renault. Son histoire se confond alors avec celle de la Division Matériel Agricole puis de Renault Agriculture.
1956 voit naître la série « D » dont le D22 et le Renault 421, qui est produit à plus de 33 000 exemplaires, les séries « E » puis « N » et « Super » en sont dérivées. Renault connaît alors le succès avec ses tracteurs équipés de moteurs MWM.
Chez Renault, les lettres sur un modèle signifient le type de carburant et le nombre indique la puissance. Par exemple, pour le modèle D22, le « D » est le diesel et « 22 » est la puissance qui est de 22 ch.
La concurrence étrangère se développe ; les principaux concurrents de Renault sont Fiat, Ford, International Harvester, John Deere ou Massey Ferguson.
À la fin des années 1960, la baisse du marché porte un coup à l'ensemble des constructeurs et Renault doit se doter d'une gamme plus puissante.
En 1972, Renault passe un accord avec le constructeur italien Carraro Agritalia pour des tracteurs légers et spéciaux ou l'utilisation de composants sur des modèles de sa gamme (Renault 651)[source insuffisante].
En 1981, la cabine « TX » apporte de nombreux progrès (confort, accès à la mécanique[source insuffisante]) sur les tracteurs de la gamme haute. En 2000, elle est toujours présente sur le Témis.
Au début des années 1990, Renault Agriculture décide un renouvellement massif de sa gamme ; on voit ainsi apparaître de nombreux nouveaux modèles comme le Ceres et l'Ares. Mais le marché est très concurrentiel et pas assez rentable aux yeux de Renault. C'est pourquoi, après un accord avec John Deere pour vendre un tracteur commun et un partenariat avec Massey Ferguson pour fabriquer des boîtes de vitesses[source insuffisante], Renault décide de céder 51 % de ses parts à Claas en février 2003.
Renault a cédé sa filiale Renault Agriculture à Claas entre 2003 et 2008. Renault, principalement constructeur automobile, a choisi de recentrer ses ressources sur l'industrie automobile, jugée plus rentable et alignée sur sa stratégie principale. Claas ne produisait pas de tracteur mais commercialisait en Europe les Claas Challenger construits par Caterpillar et souhaitait élargir sa gamme de produits au-delà des machines de récolte, a vu dans l'acquisition de Renault Agriculture une occasion d'intégrer une ligne complète de tracteurs, renforçant ainsi sa position sur le marché agricole[source insuffisante].
L'accord signé prévoit que Claas puisse porter sa participation à 80 % du capital, Renault s'engageant de son côté à conserver 20 % de sa filiale au moins jusqu'en 2010. À la suite de la commercialisation des tracteurs sous la marque Claas et la réorganisation du réseau de vente, une forte croissance des ventes suit dans les deux années après cet accord, principalement grâce au développement important des ventes à l’étranger qui augmentent de 22 % en 2005 selon l'entreprise.

Le 18 janvier 2006, Claas monte à 80 % dans le capital de Renault Agriculture.

Depuis 1945, près de 770 000 tracteurs ont été livrés par Renault sur les cinq continents. En 2002, 9 343 tracteurs ont été produits.

Depuis 2008, l'allemand Claas détient 100 % du capital Renault Agriculture S.A.S.

## Derniers modèles
Les tracteurs portent un nom de dieu antique depuis 2000.

### Gamme générale

#### Ceres (à partir de 54 ch)

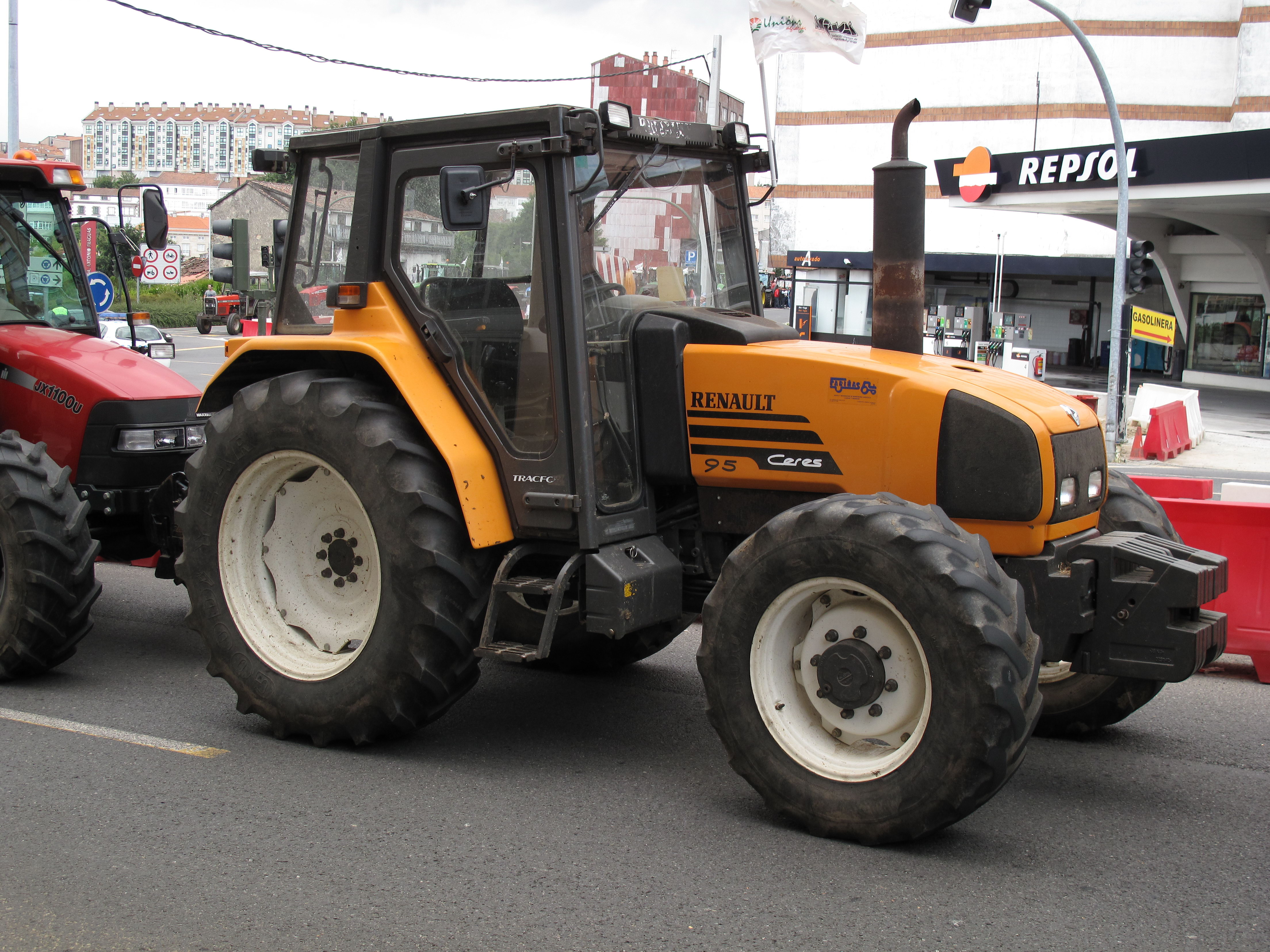
Renault Ceres.

Les tracteurs de la gamme Ceres sont adaptés aux travaux des exploitations de polyculture et d'élevage.

#### Celtis (à partir de 90 ch)
Le Celtis est apparu en 2002 remplaçant à terme le Ceres. Il est surtout utilisé pour l'élevage et le travail aux champs. Le Celtis est motorisé par un John Deere 4-cylindres turbo de 4,5 litres.

### Témis (à partir de 95 ch)
Le Témis est doté d'un moteur de 95 à 155 ch. Témis est équipé soit d'un inverseur sous charge, soit d'un inverseur mécanique, ce qui en fait un tracteur polyvalent. L’effort maximum atteint 8,8 tonnes sur Témis 650. La cabine Hydrostable est suspendue sur quatre points d’appui, exclusivité mondiale.

#### Ares (à partir de 100 ch)

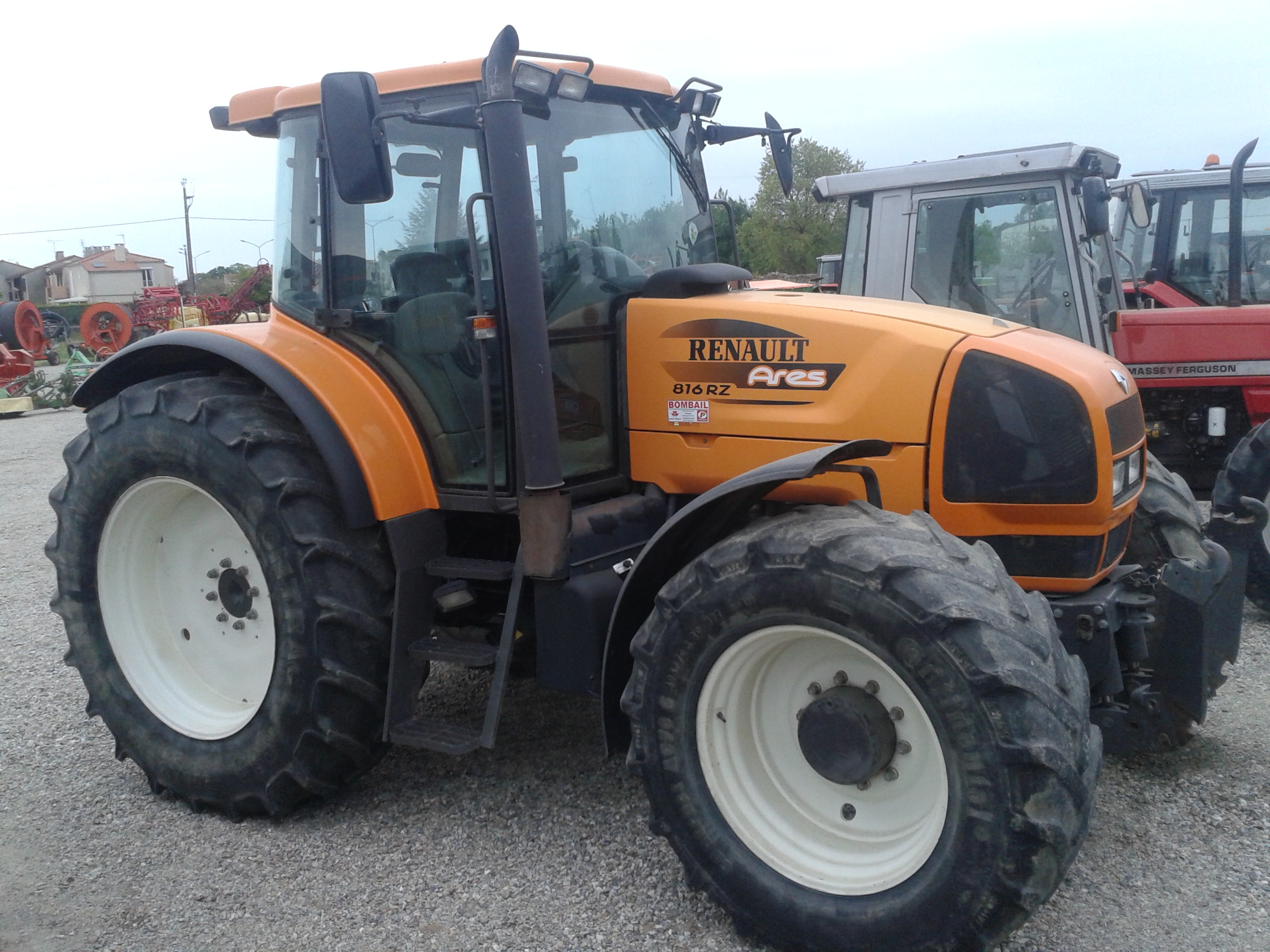
Renault Ares.

La gamme Ares ajoute un nouveau système de relevage électronique Tracto Control, une nouvelle génération de cabine Hydrostable et une électronique embarquée conçus pour faciliter la tâche de l'agriculteur. Il existe quatre versions : Ares 800, 700, 600 et 500.

#### Atlès (à partir de 197 ch)

Atlès 925 RZ

Atlès offre 18 rapports avant, 8 rapports arrière. Il existe une version : Atlès 900, les motorisations vont de 197 à 250 ch.

### Tracteurs spéciaux

#### Dionis, Fructus (de 52 à 76 ch)

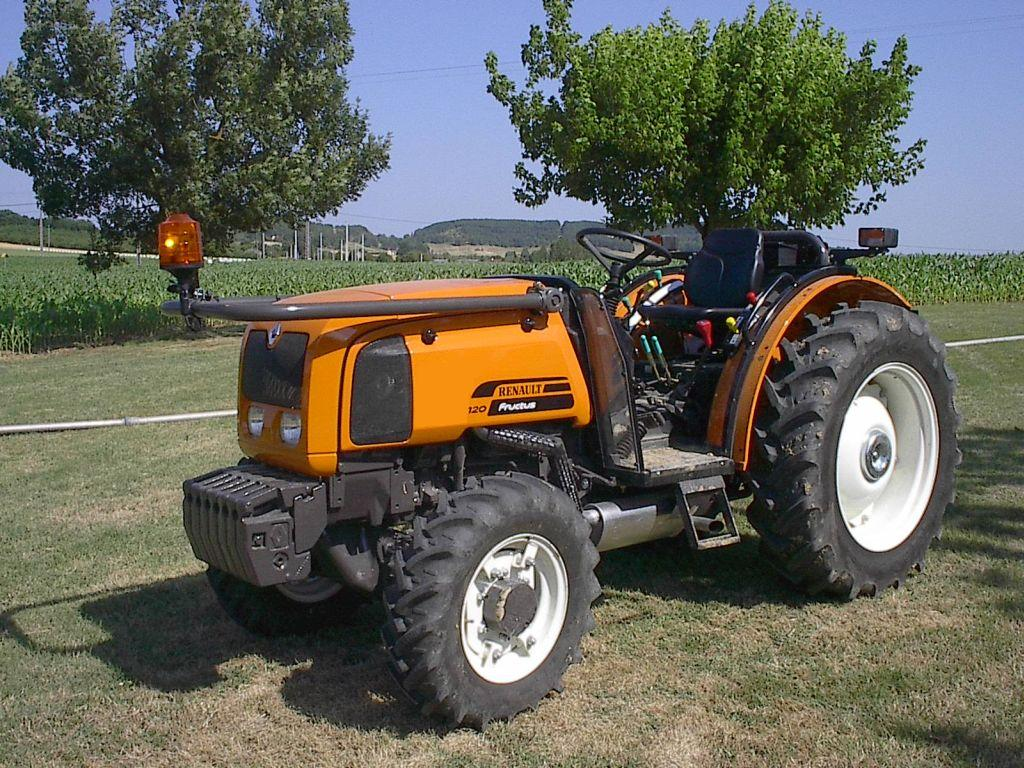
Renault Fructus, tracteur fruitier, le plus petit des tracteurs de la gamme des années 2000.

C'est le plus petit de la gamme Renault Agriculture (de 52 à 76 ch). Il est adapté pour passer à travers les arbres et vignes grâce à son faible encombrement. Les Dionis et Fructus offrent plusieurs options : choix des puissances proposé en deux roues ou quatre roues motrices, arceau ou cabine, etc..

#### Palès (de 52 à 76 ch)
Palès est un tracteur polyvalent, à l’aise dans les bâtiments comme aux champs.

#### Ergos (de 77 à 97 ch)

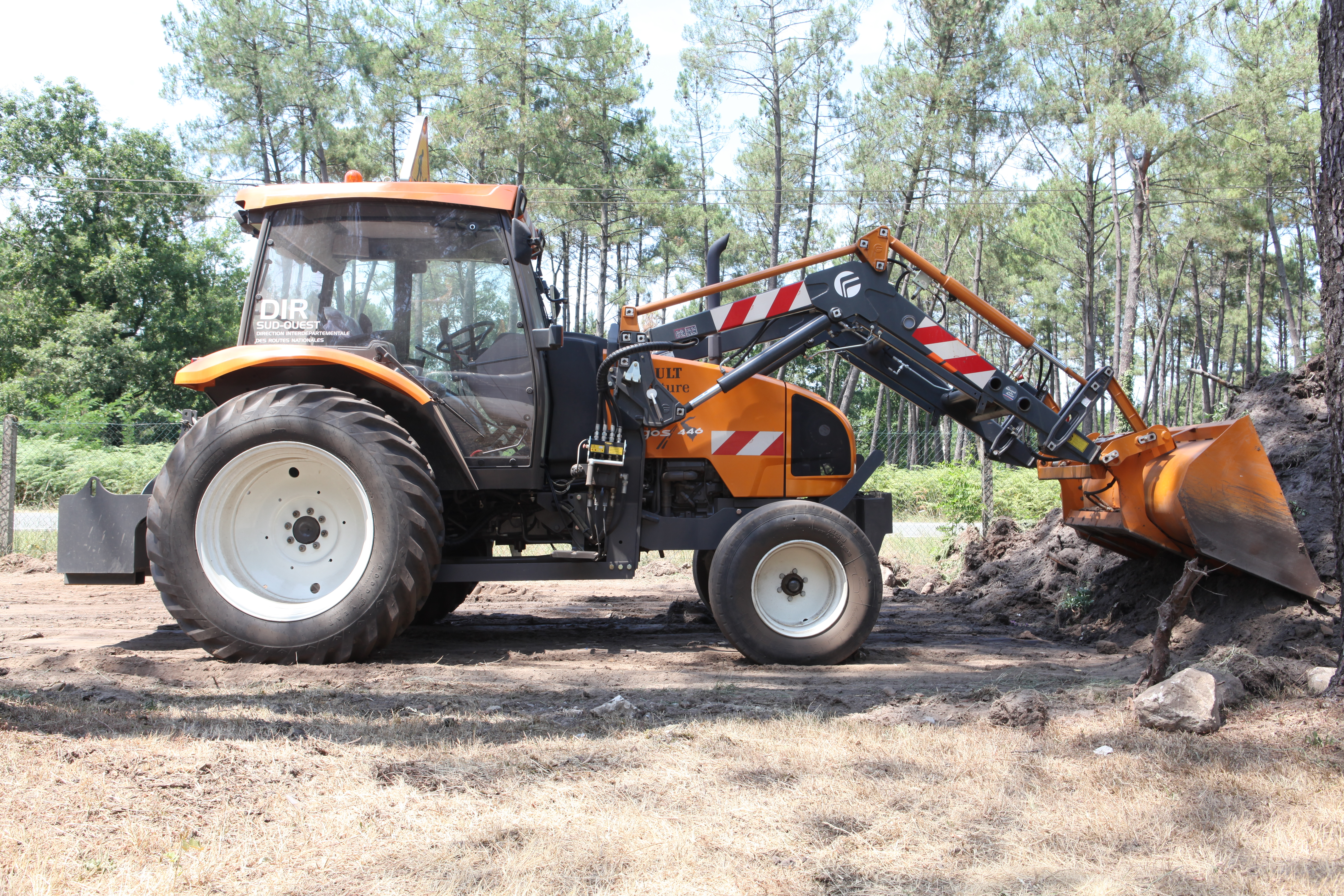
Renault Ergos.

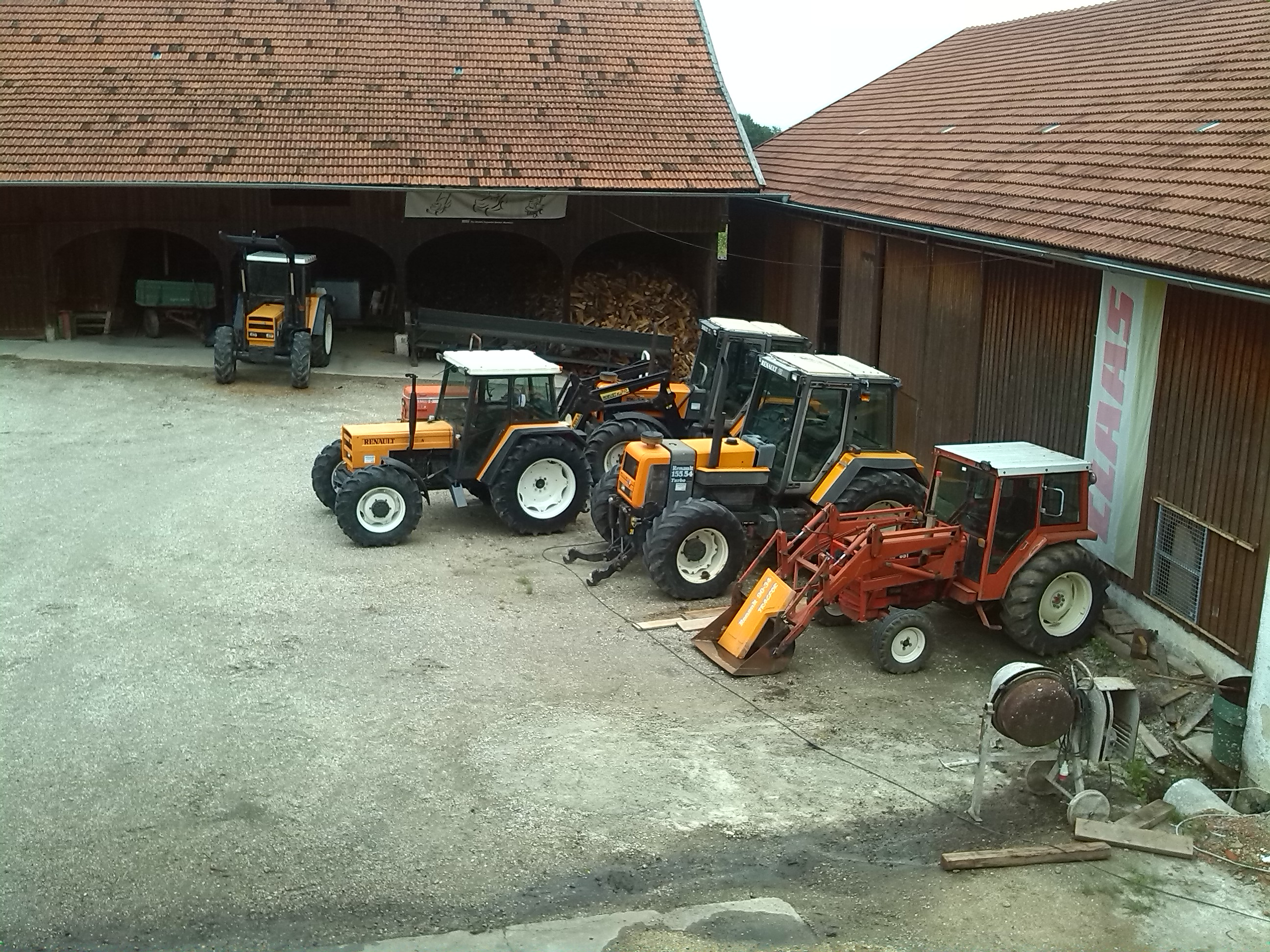
Super pac.

Ergos est un porteur industriel d’outils. Sa structure renforcée et équilibrée, son empattement, correspondent à une utilisation intensive avec différents outils, portés en latéral, sur l’arrière ou de type chargeur. Ergos est équipé du système Rgopilot, qui permet de contrôler tous les outils via une seule commande, une innovation médaille d'or au SIMA 2001. Il offre une transmission hydrostatique équipée d’un régulateur électronique. Disponible sur les modèles Ergos 100 et 110, le système Hydroshift améliore les conditions de travail.

Jusqu'en 2005, Ergos est le dernier tracteur à porter la marque Renault.

Renault Agriculture a aussi sorti le 851 qui fut un des meilleurs modèles de Renault[pas clair].

## Modèles par année de sortie

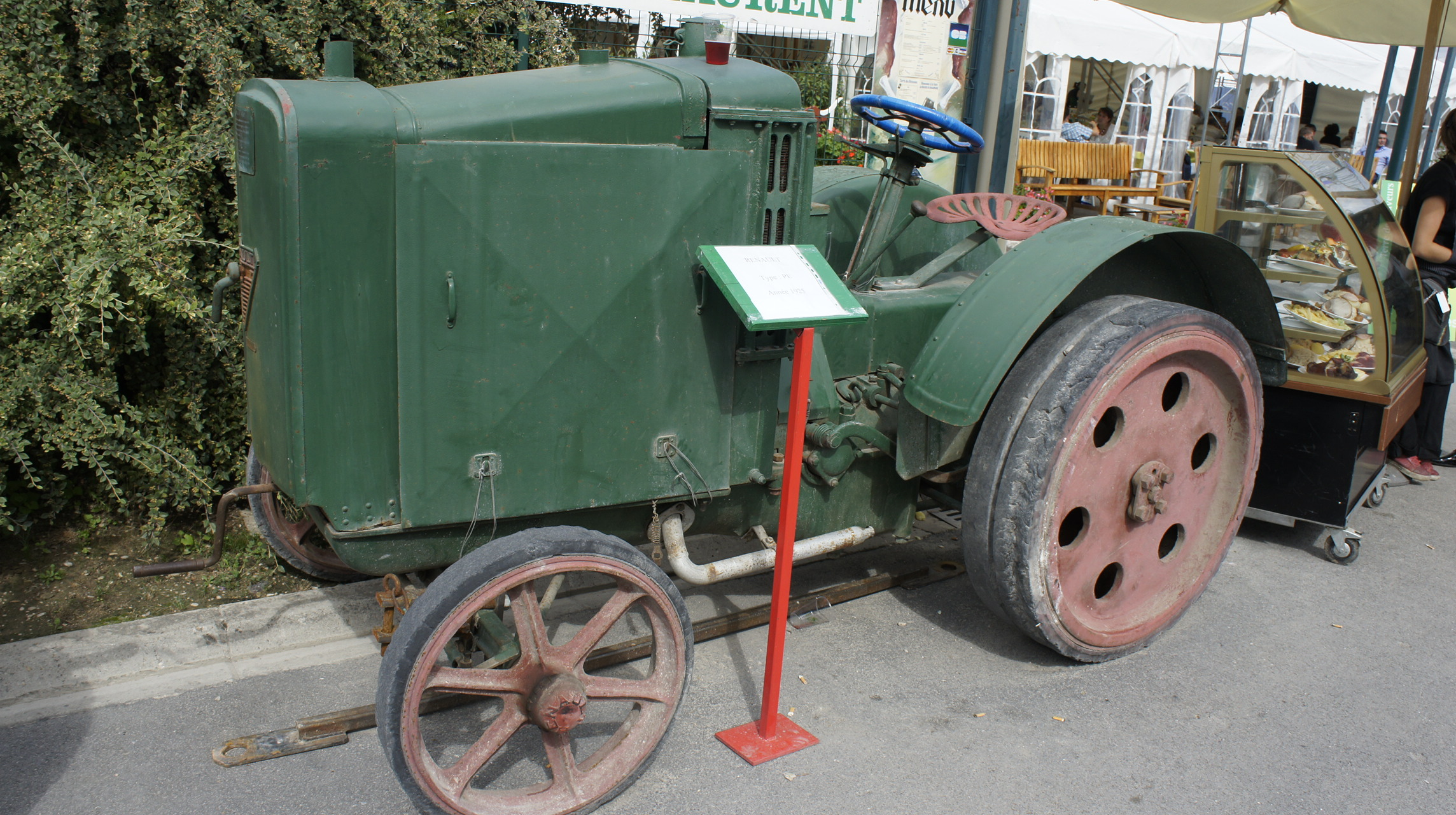
Renault PE.

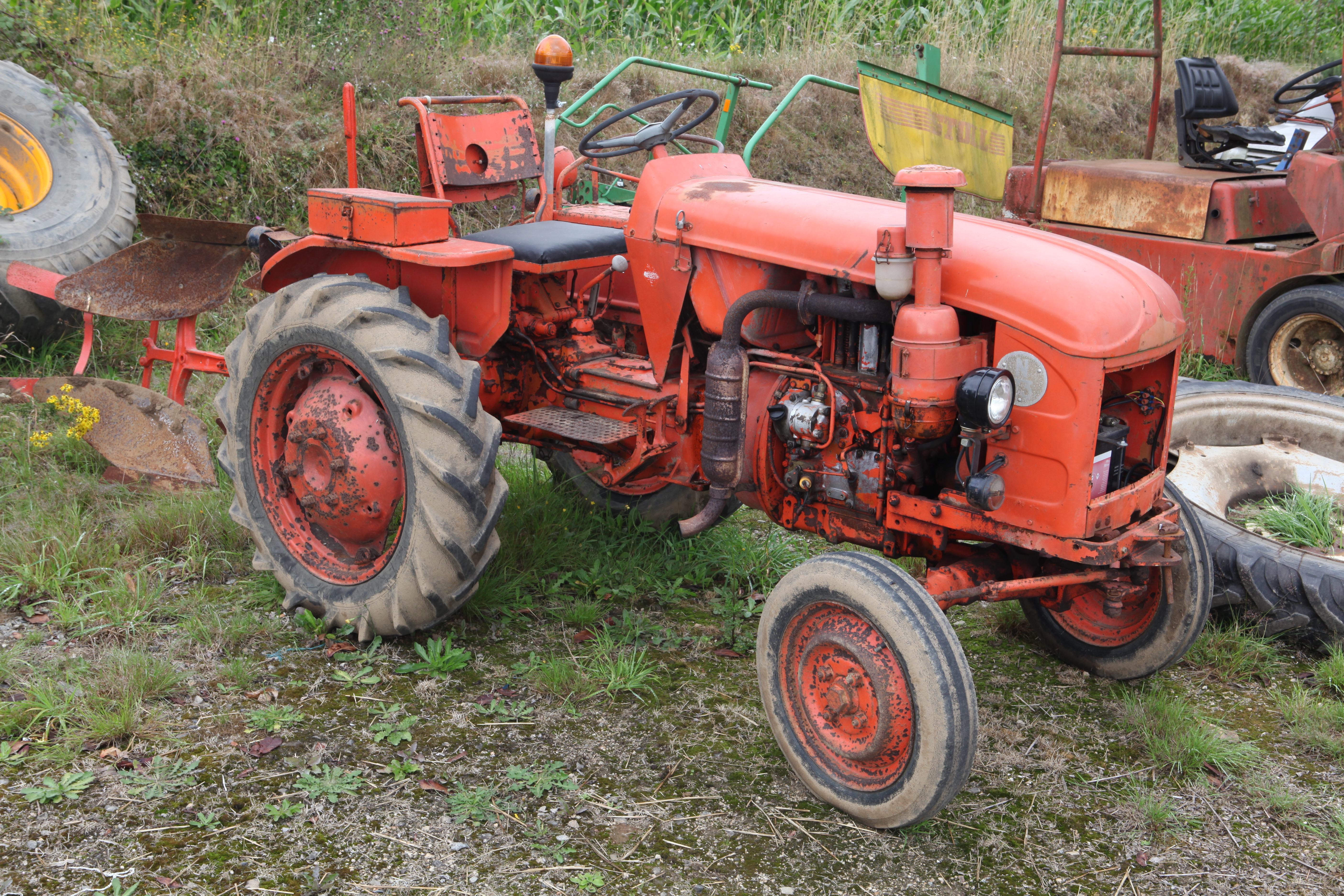
Renault N73.

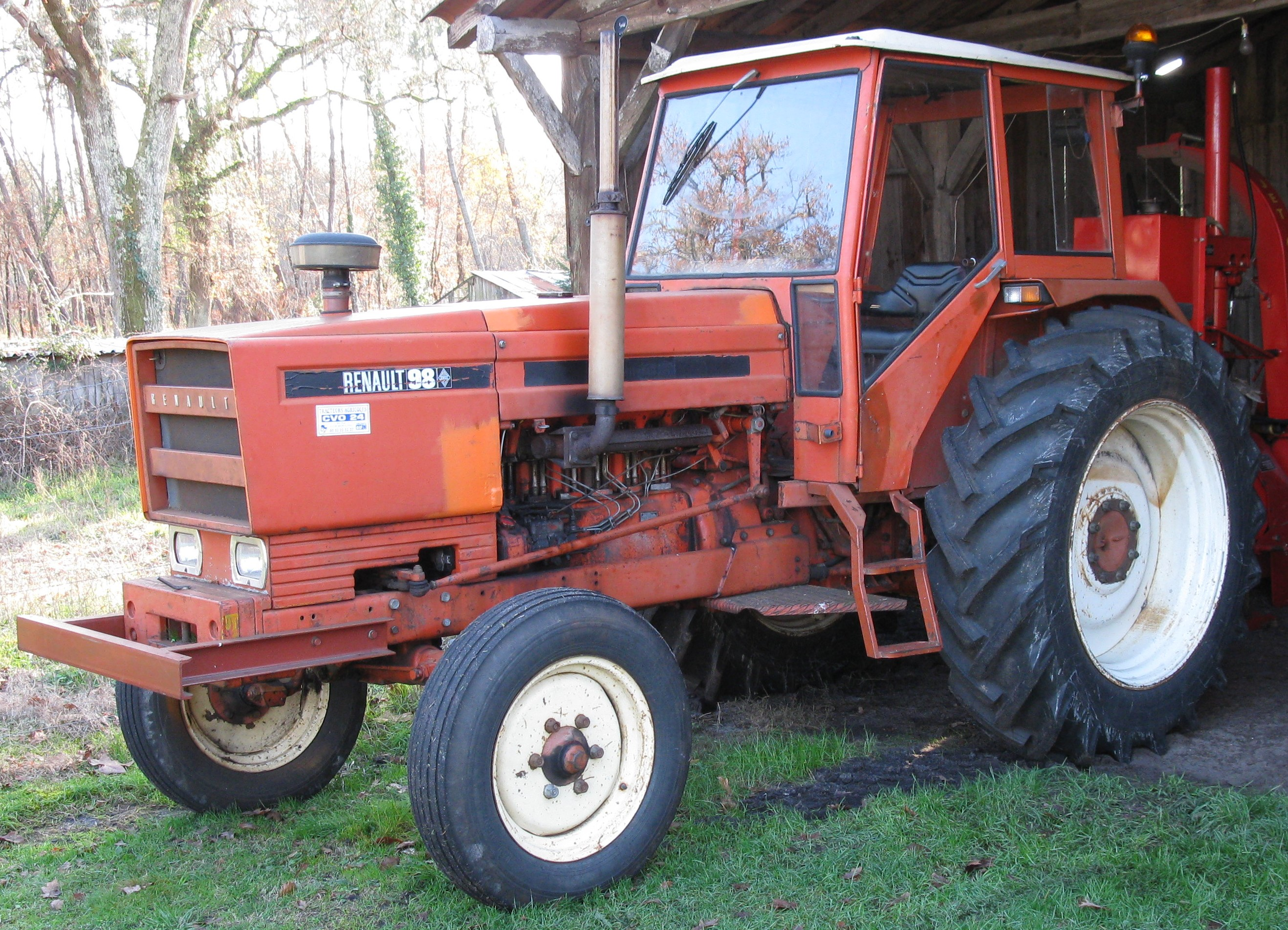
Renault R98 à moteur 6-cylindres.

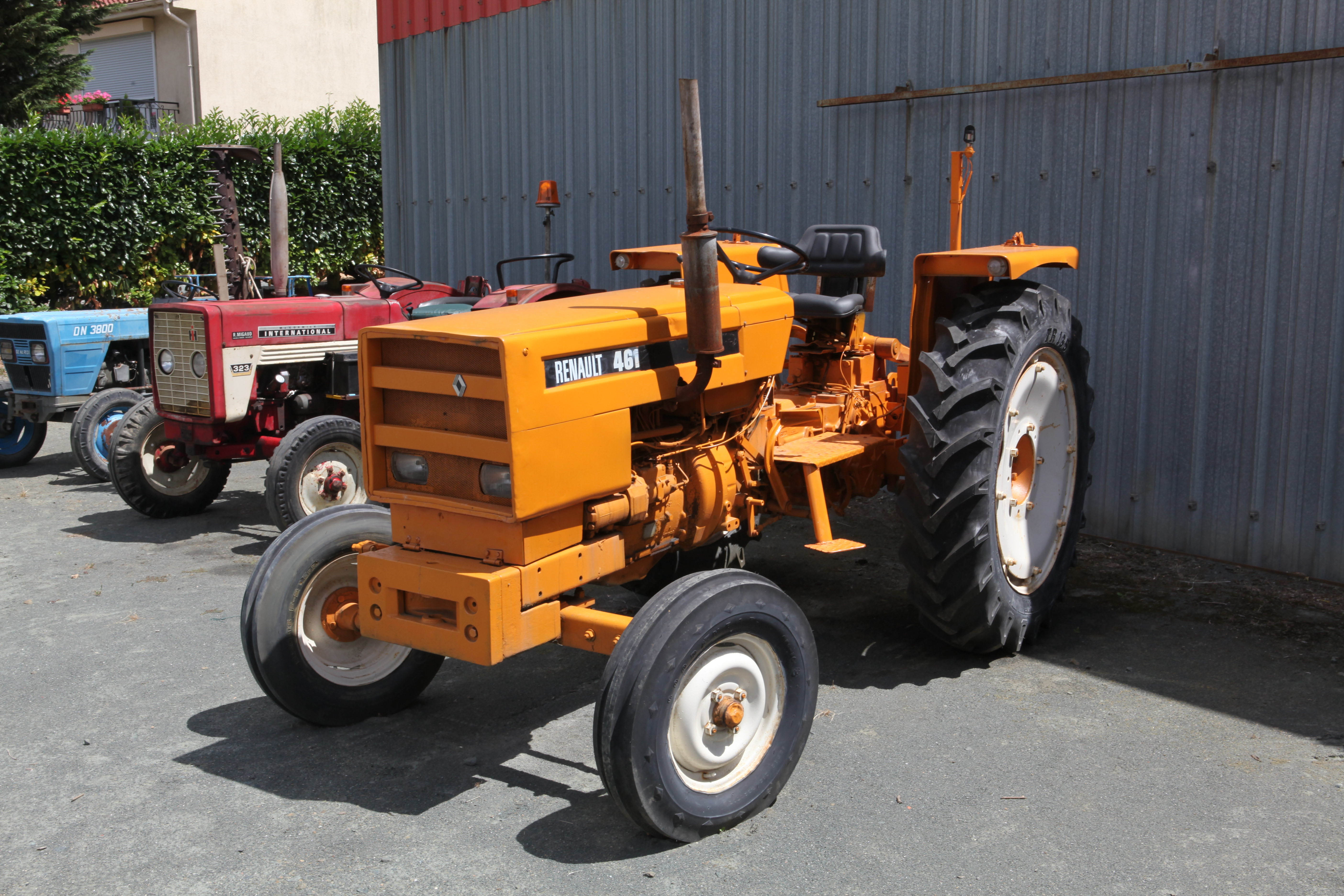
Renault 461, 46 ch, production : de 1972 à 1980.

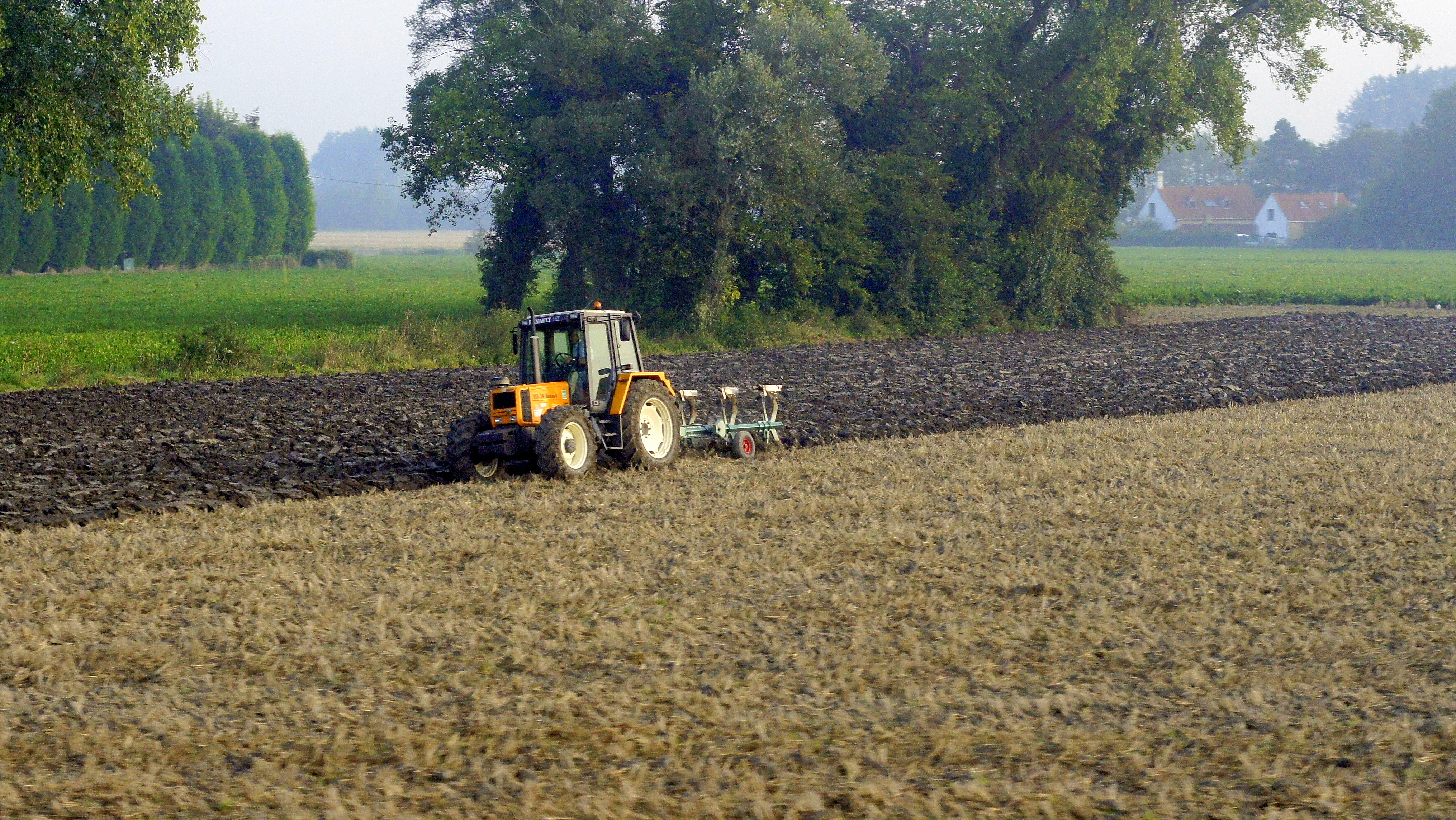
Renault 103-54TX

- 1919 : sortie du premier tracteur Renault : le type GP (de), il est suivi du type GU[2][source insuffisante]. Ils sont munis de chenilles et sont équipés d'un moteur 4-cylindres de 4 536 cm3.
- 1920 : Type HI.
- 1921 : le type HO sera le premier tracteur à abandonner les chenilles, au profit des roues classiques.
- 1926 : type PE (de). Type fabriqué en 1 840 exemplaires[2][source insuffisante] jusqu'en 1937. Plusieurs évolutions et une version à gazogène seront proposées[2][source insuffisante].
- 1930 : type RK (de).
- 1932 : type VI. Premier tracteur français à moteur Diesel[1][source insuffisante].
- 1933 : type YLs et VY.
- 1938 : types AFMD et AFMH. Tracteurs à chenilles[2][source insuffisante].
- 1938 : types AFV1 et AFVH.
- 1941 : 301 H, 305 H, 304 H.
- 1944 : 304 E1.
- 1947 : R 3040. Renault introduit la couleur orange pour ses tracteurs.
- 1948 : R 3041.
- 1949 : R 3042/3043, R 3044/3045 vigneron[2][source insuffisante].
- 1951 : R 7012/7013, R 7022/7023.
- 1954 : R 3046.
- 1956 : D-22, D-30, E-30, D-35.
- 1958 : D-16.
- 1960 : pour répondre à la demande de tracteurs puissants, Renault importe d'Italie le Motomeccanica Super 108 de 60 ch en attendant la sortie du 385/Master[2][source insuffisante].
- 1960 : N-73[9], N-72, N-71, N-70, N-31. Existent en versions étroites[1][source insuffisante].
- 1962 : Super 5, Super 7 Diesel et essence.
- 1963 : 385. Moteur Alfa ou moteur MWM.
- 1964 : Super 3, Super 6, Master 1, Master 2.
- 1965 : Super 2 D, Super 3 D, Super 4 D, Super 5 D, Super 6 D, Super 7 D, Super 7 D essence.
- 1966 : Master 1 TP, Master 1 et 2 4x4, Super 5, 6 et 7 D 4x4.
- 1967 : R 86, R 88. À partir de 51 ch[2][source insuffisante], remplace la série Master.
- 1968 : R 51, R 53, R 55, R 56, R 57, R 58, R 456. À partir de 33 ch[2][source insuffisante], remplacent la série Super[10][source insuffisante].
- 1968 : R 50, R 60, R 70, R 80. Tracteurs étroits.
- 1969 : R 92, R 94, R 96[11][source insuffisante].
- 1970 : R 98, R 496, R 498.
- 1972 : 551, 651[12][source insuffisante]. À partir de 55 ch[2][source insuffisante], Renault 461, 46 ch
- 1973 : 301, 361, 421, 461.
- 1974 : 751, 851, 951 (disponible en 2 et 4 roues motrices), 752 en version industrielle[2][source insuffisante].
- 1981 : 103 TX, 133-14
- 1983 : 103 TS.
- 1984 : Carraro 701.
- 1988 : 103-14, édition spéciale (couleur blanche, disponible en deux et quatre roues motrices, avec turbocompresseur).
- 1989 : 70-34 ,75-34 ,80-34 ,85-34 ,90-34
- 1992 : Céres
- 1996 : Arès
- 2002 : Atlès
- 2002 : Celtis
- 2008 : rachat total de Renault Agriculture par Claas